# Ugo Borgognoni
Ugo Borgognoni, auch Hugo von Lucca, Hugo (Ugo) dei Borgognoni und Hugo (Ugo) de Lucca (* zwischen 1160 und 1180 in Lucca; † 1259 in Bologna), war ein italienischer Arzt. Er war Stadtarzt in Bologna. Als Chirurg revolutionierte er die Wundbehandlung.

## Leben
Ugo Borgognoni war seit Oktober 1214 Stadtwundarzt in Bologna. 1218/19 nahm er als Feldscher der Bologneser unter dem Kommando des Königs Johann von Brienne im fünften Kreuzzug an der Belagerung von Damiette im Nildelta teil. Anschließend wurde er wieder als Stadt- und Gerichtsarzt in Bologna tätig, wo er auch Chirurgie an der Universität unterrichtete. Mit Roland von Parma, seinem Sohn Teodorico und Wilhelm von Saliceto hatte er die Bologneser Chirurgenschule begründet. Zu seinen bedeutendsten Schülern zählen sein Sohn Teodorico Borgognoni und Bruno von Longoburgo. Ugo selbst hat nichts Schriftliches hinterlassen. Seine Bedeutung erschließt sich aber aus den Aufzeichnungen seines Sohnes, dem Bischof Teodorico. Demnach trat Ugo unter anderem für eine einfache, eiterungslose Wundbehandlung ein, nachdem er die Bedeutung der sogenannten prima intentio der Wundheilung erkannt hatte. Er soll auch ein aus Opium, Hanf und Mandragora (oder Opium, Bilsenkraut und Mandragora) zubereitetes Mittel (einen seit dem 9. Jahrhundert belegbaren „Schlafschwamm“) beschrieben haben, das – verabreicht mittels eines essigetränkten Schwammes und aufgenommen über die Nase – bei chirurgischen Eingriffen anästhesierend wirkt und im Mittelalter auch praktisch angewandt wurde.